# Pessimismo (psicologia)
Il pessimismo, in psicologia è la manifestazione dei sintomi di malattie comuni come la depressione, esogena o endogena, e di stati d'animo come una bassa autostima, ed è l'attitudine a considerare la realtà nei suoi aspetti peggiori causata da una maggiore disposizione a coglierne le sfaccettature più negative ed inquietanti, questo sentimento è spesso presente nelle persone che hanno subito sconfitte mai più superate.
Lo studio del pessimismo ha paralleli con lo studio della depressione. Gli psicologi attribuiscono i pensieri pessimistici, al dolore emotivo o addirittura alla biologia. Aaron Beck sostiene che la depressione è dovuta a una irrealistica visione negativa del mondo. Beck iniziò un trattamento, impegnandosi in una conversazione con i suoi pazienti sui loro pensieri negativi. Due suoi strumenti il Beck Depression Inventory e il Beck Hopelessness Scale sono stati descritti come affidabili strumenti di misura del pessimismo.